# روابط اتریش و ایران
روابط اتریش  و ایران به مجموعه روابط اقتصادی، علمی و فرهنگی میان ایران و اتریش گفته می‌شود که از حدود ۱۶۰ سال پیش تا امروز ادامه داشته و همواره کم‌تنش در جریان بوده‌است. از مهمترین رویدادهای حادث‌شده در روابط دوجانبه دو کشور، می‌توان به میزبانی اتریش برای مذاکرات هسته‌ای ایران اشاره داشت که به توافق نهایی برنامه هسته‌ای ایران انجامید.

## دوره صفویه
نخستین رابطه دیپلماتیک دو کشور، به سندی که از جانب شاه تهماسب یکم در سال ۱۵۵۲ (میلادی) به  خاندان هابسبورگ ارسال شده، باز می‌گردد.
بعد از تأسیس فرهنگستان خاورشناسی اتریش، برخی از فارغ‌التحصیلان این مرکز، با سفر به خاورمیانه و ایران، اقدام به نشر دادن ادبیات و شعر ایران در مجامع ادبی اروپا نمودند. از جمله این افراد می‌توان به جوزف ون هامر پورگشتال اشاره کرد که نخستین فردی بود که دیوان حافظ را به زبان آلمانی ترجمه کرد که این ترجمه، بعده‌ها مورد الهام گوته قرار گرفت.

## دوره قاجار
روابط دوجانبهٔ دو کشور در زمان قاجار توسط عباس میرزا ادامه یافت. وی که به دنبال تجهیز قوای ایران در مقابل ارتش روسیه بود، نامه‌ای به کلمنس ونتسل فون مترنیخ ارسال کرد و درخواست خرید برخی از سلاح‌های اتریشی را کرد که احتمالاً توسط فون مترنیخ رد شده‌است.
روابط دو کشور به بهانه تأسیس دارالفنون، وارد مرحله جدیدی شد. دعوت امیرکبیر از اساتید دانشگاهی اتریش در رشته‌های معدن و پزشکی برای عزیمت به ایران و تدریس در دارالفنون، موجب نزدیکی بیشتر دو کشور به یکدیگر شد. از آنجا که معلمان روسی، فرانسوی و انگلیسی اعزام‌شده در گذشته، نتوانسته بودند که انتظارات امیرکبیر را برآورده کنند و به جای آموزش دروس تخصصی، بیشتر سعی در انتشار افکار و عقاید سیاسی دولت‌های متبوع خود را داشتند. در نهایت، ۹ مربی از اتریش به ایران آمد که ۷ نفر از آن‌ها مورد تأیید قرار گرفتند و مشغول به کار شدند. اما از آنجا که پیش از ورود این نفرات، امیرکبیر به قتل رسید، در زمان شروع فعالیت آنان، هیچ حامی در ایران نبود که در مقابل کارشکنی‌های روسیه و انگلیس و میرزاآقاخان نوری، از آن‌ها حمایت کند. در نهایت، با فوت و استعفای این مربیان، این پروژه با موفقیت ناچیزی پایان یافت.
در سال‌های بعد، در خلال دو سفر ناصرالدین‌شاه به اتریش و دیدار با مقامات این کشور و بازدید از قشون آنها، چند قرار داد دوجانبه منعقد شد که مهمترین دستاورد آن‌ها، تبدیل چاپارخانه‌های کشور به یک اداره پست منسجم و تشکیل پلیس تهران، احداث تلفنخانه از کاخ شاه به مرکز شهر و جذب چند مربی و تکنسین ماهر برای دارالفنون و کارگاه‌های صنعتی دانست. با اینحال، کارشکنی‌های روسیه و بریتانیا، باعث شد که هیچگاه موفقیت کاملی در خصوص حضور اتریشی‌ها در ایران، فراهم نشود
بعد از این اقدام موفقیت‌آمیز بود که اتریش در ۱۸۷۲ (میلادی) معادل ۱۲۵۱، اقدام به تأسیس نمایندگی خود در تهران نمود؛ (کنت دوبسکی، نخستین سفیر اتریش-مجارستان در ایران بود) اقدامی که ۶ سال بعد، با تأسیس نمایندگی ایران در وین، (نریمان‌خان قوام السلطنه نخستین سفیر ایران در اتریش-مجارستان بود) پاسخ داده شد.

## دوره پهلوی
در ۲۷ خرداد ۱۳۰۷ قراردادی میان ایران و اتریش بسته شد که بنابر آن، دو کشور درباره اقامت شهروندان یکدیگر، همان رفتاری را بکنند که با شهروندان کشورهایی می‌کنند که با آنها رابطه «کامله‌الوداد» دارند. همچنین احوال شخصیه (ازدواج، طلاق، ارث و ... ) شهروندان هر یک از دو کشور در خاک دیگری، بر اساس قوانین خودشان باشد. 

## دوره جمهوری اسلامی
بعد از پیروزی انقلاب ۱۳۵۷، با وجود اینکه اغلب کشورهای اروپایی اقدام به قطع روابط خود با ایران نموده بودند، اتریش مناسبات دوجانبه خود را ادامه داد. در دوران گروگان‌گیری در سفارت ایالات متحده آمریکا یک نماینده از کشور اتریش به ایران سفر کرد تا اینکه بتواند نقش میانجی را ایفا کند ولی در کارش موفق نبود. همچنین سفر آروین لانس (به آلمانی: Erwin Lanc) به ایران در سال ۱۹۸۴ (میلادی)، نخستین سفر یک وزیر امور خارجه اتحادیه اروپا به ایران، بعد از انقلاب بود. همچنین در تیر ۱۳۶۶، علی‌اکبر ولایتی، سفری ۳ روزه به اتریش داشت که نخستین سفر یک وزیر امور خارجه ایران به یک کشور غربی، بعد از انقلاب ۱۳۵۷ بود. در خلال جنگ ایران و عراق نیز با اعلام بی‌طرفی، و همچنین پذیرش مصدومان ایرانی حملات شیمیایی عراق، از جمله کشورهای دوست ایران در اتحادیه اروپا محسوب می‌شد.
بعد از انقلاب، اعزام دانشجویان بورسیه و آزاد به اتریش افزایش یافت و سالانه بیش از ۱۰۰۰ دانشجوی ایران در رشته‌های مختلف دانشگاهی این کشور، به تحصیل می‌پردازند. در حالیکه تا قبل از انقلاب ۱۳۵۷، شمار ایرانیان مقیم اتریش بالغ بر ۱۷ هزار نفر بود، این آمار در سال ۱۹۹۰ (میلادی) به ۳۰ هزار نفر افزایش یافت.
هم‌اکنون بالغ بر ۳۰٬۰۰۰ ایرانی در اتریش زندگی می‌کنند که غالباً فارغ‌التحصیلان مراکز آکادمیک این کشور می‌باشند. همچنین کتابخانه دانشگاه وین، ۴۰ هزار نسخه خطی فارسی از کتب شعرا و دانشمندان ایرانی را در خود جای داده است.

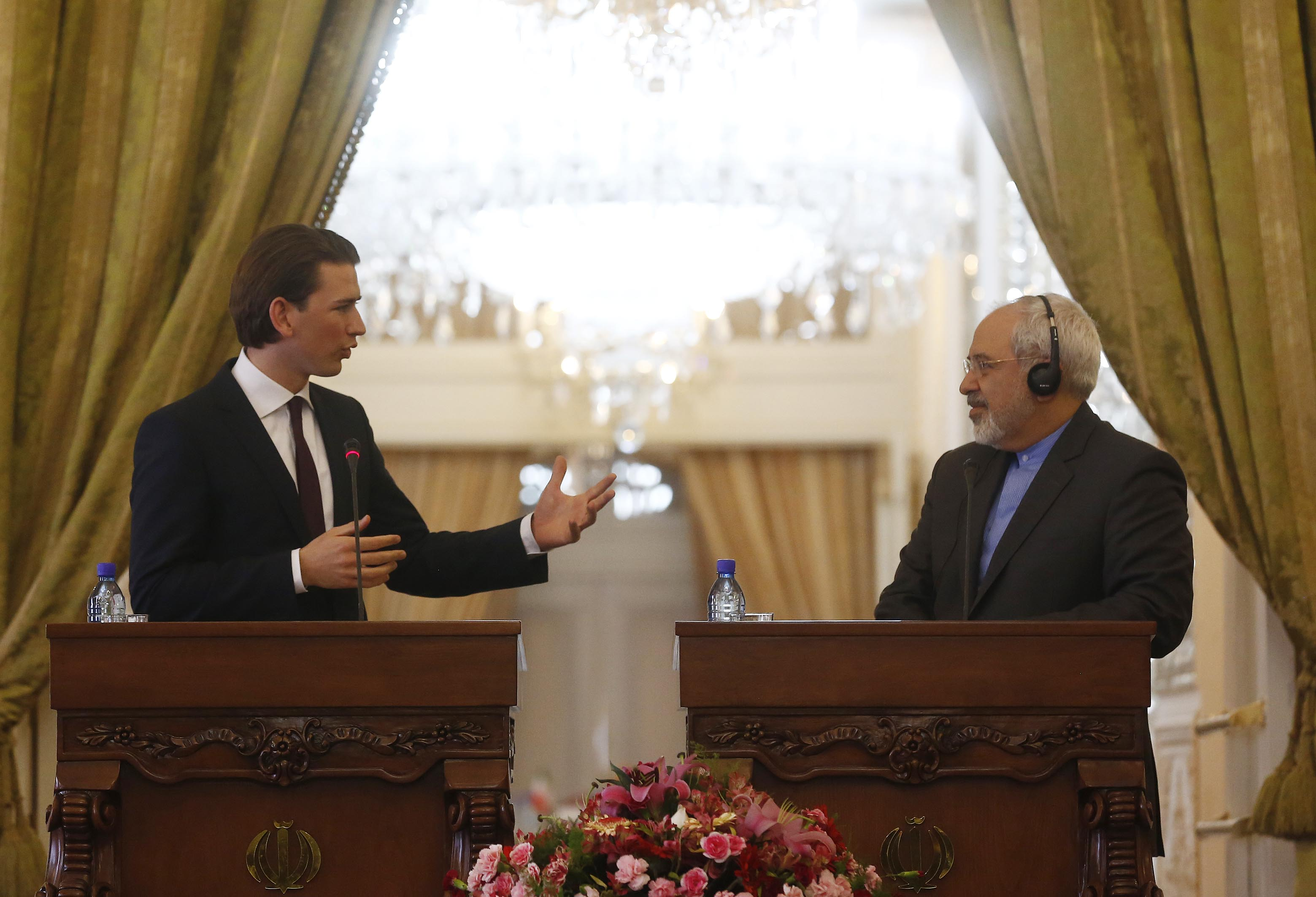
حضور سباستین کورس در ایران به دعوت محمدجواد ظریف - بهار ۱۳۹۴

اتریش از معدود کشورهای اروپایی بود که در زمان اعمال تحریم‌های بین‌المللی علیه ایران، از پذیرش آن خودداری ورزید و روابط تجاری دوجانبه خود با ایران را ادامه داد. در سال ۱۳۹۴، تراز تجاری دو کشور اختلاف چشمگیری داشته و ارزش واردات کالایی اتریشی به ایران از جمله شیر خشک، آب پرتقال، آرد، برخی داروها، چوب اره شده، الکل چرب، انواع کاغذ و پوشاک بسیار بیشتر از صادرات ایران به اتریش بوده که اهم این صادرات را می‌توان سبزیجات، تنباکوی قلیان، گلاب، کارتن، سنگ مرمر، مجسمه، مبل‌های چوبی دانست.
پس از توافق هسته‌ای وین که به رفع تدریجی تحریم‌های بین‌المللی علیه ایران انجامید، هاینتس فیشر، رئیس‌جمهور اتریش، نخستین مقام عالی‌رتبه یک کشور عضو اتحادیه اروپایی بود که به ایران سفر کرد. وی در این سفر، با سید علی خامنه‌ای و سایر مقامات بلندپایه ایرانی دیدار کرد. وی همچنین یک هیئت پرتعداد اقتصادی را جهت گشایش باب تازه‌ای در روابط تجاری خود با ایران، با خود همراه کرد.